# Vickers Virginia
Le Vickers Virginia est un avion militaire de l'entre-deux-guerres britannique
Il a remplacé, dans les escadrilles de la Royal Air Force, le bombardier Vickers Vimy conçu durant la Première Guerre mondiale.
Il est resté en service de 1924 à 1938.